# Santa Agnès de Corona
Santa Agnès de Corona (en castellano, Santa Inés de Corona)
es un pueblo y parroquia del municipio de San Antonio, en Ibiza (Baleares, España). Cuenta con 374 habitantes a fecha de 2005. 

## Descripción
El pueblo ocupa el Pla de Corona (Llano de Corona), en la zona de Es Amunts, que es una zona protegida en la actualidad. Se trata de un pueblo muy tranquilo donde históricamente no ha habido un gran núcleo de población, viviendo casi todos los habitantes de Santa Agnès de Corona todavía hoy en casas diseminadas. El paisaje del pueblo es aún de la Ibiza rural tradicional. El rasgo más distintivo de Corona es la gran cantidad de almendros que hay, que en enero y febrero se convierten en un gran atractivo, ya que es la época de su floración.
Su iglesia fue construida en 1812 y en su interior guarda una talla de nuestra señora del Rosario, que data de la misma época que el templo. Santa Agnès cuenta con una escuela rural pública de Infantil y Primaria. 
La parroquia de Santa Agnès se divide en las vendas de Pla de Corona, Sant Gelabert y Ses Rotes.